# Basílica de San Pedro y San Pablo (Reichenau)
La basílica de San Pedro y San Pablo (en alemán:  Basilika St. Peter und Paul) es una iglesia católica de estilo románico situada en la isla de Reichenau en Niederzell en el municipio de Reichenau al sur de Alemania.
 La primera iglesia dedicada a San Pedro en este lugar fue construida en 799 por Egino, obispo de Verona, que se había retirado a un monasterio aquí en el territorio de la abadía de Reichenau, después de haber gobernado la diócesis de Verona, donde murió en 802.
La iglesia se compone de una sala de culto con un solo ábside, que tuvo que ser muy ricamente adornada, como evidencian los relieves ornamentales que permanecieron en el actual pasillo norte del templo. Los restos (no visibles) de las pinturas murales de la época carolingia muestran que las paredes de la iglesia tuvieron originalmente una gran riqueza artística. Sin embargo, después de dos incendios la columna vertebral del templo se derrumbó alrededor del año 1080, y sobre los antiguos cimientos, manteniendo las medidas originales, se construyó una basílica sin transepto. El último trabajo en la portada de la nueva iglesia se remonta a 1134. Una importante reestructuración del espacio interior se llevó a cabo en los años 1750/60.

## Véase también

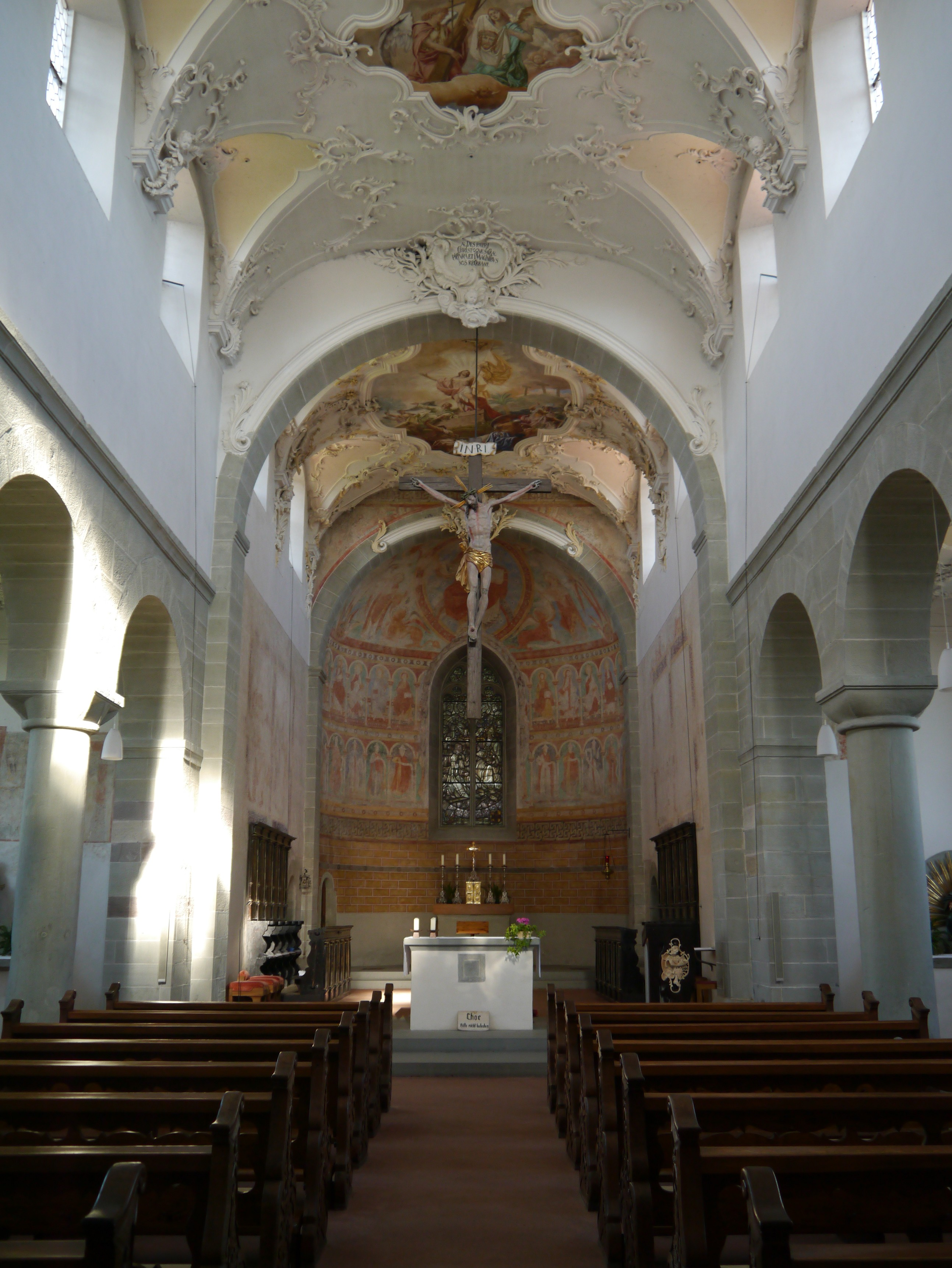
Vista interna